# The Humbling
Pour plus de détails, voir Fiche technique et Distribution.
The Humbling ou En toute humilité au Québec est un drame américain coproduit et réalisé par Barry Levinson et sorti en 2014. C'est l'adaptation du roman Le Rabaissement de Philip Roth.
Le film est présenté à la Mostra de Venise 2014.

## Synopsis
Célèbre comédien de théâtre, Simon Axler sombre dans la dépression au point de devenir suicidaire lorsqu’il perd soudainement et inexplicablement son don. Pour tenter de retrouver le feu sacré, il entame une liaison avec une lesbienne deux fois plus jeune que lui. Mais très vite, leur relation sème le chaos tandis que d’anciennes connaissances du couple réapparaissent dans leur vie.

## Fiche technique
Sauf indication contraire, les informations mentionnées dans cette section peuvent être confirmées par la base de données cinématographiques IMDb,  présente dans la section « Liens externes ».
- Titre original et français : The Humbling
- Titre québécois : En toute humilité (également le titre du film en France pour la sortie en DVD[1])
- Réalisation : Barry Levinson
- Scénario : Buck Henry et Michal Zebede, d'après le roman Le Rabaissement de Philip Roth
- Direction artistique : Sam Lisenco
- Décors : Steven Jos Phan
- Costumes : Kim Wilcox
- Montage : Aaron Yanes
- Musique : Marcelo Zarvos (en)
- Photographie : Adam Jandrup
- Son : Mariusz Glabinski
- Production : Barry Levinson, Al Pacino et Jason Sosnoff
  - Co-production : Monika Bacardi, Andrea Iervolino et Gisella Marengo
  - Production exécutive : Ged Dickersin et Kristina Dubin
- Sociétés de production : Ambi Pictures et Hammerton Productions
- Société de distribution : Millennium Films
- Genre : comédie dramatique
- Pays de production :  États-Unis
- Langue originale : anglais
- Durée : 112 minutes
- Dates de sortie[2] : 
  - Italie : 30 août 2014 (Mostra de Venise 2014)
  - États-Unis : 23 janvier 2015 (sortie limitée en salles)
  - France : 8 avril 2015

## Distribution
- Al Pacino (VF : José Luccioni) : Simon Axler
- Greta Gerwig (VF : Émilie Rault) : Pegeen
- Nina Arianda : Sybil
- Charles Grodin : Jerry
- Mary Louise Wilson (VF : Marie-Martine) : Madame Rutledge
- Dan Hedaya : Asa
- Dianne Wiest : Carol, la mère de Pegeen
- Billy Porter : Prince
- Li Jun Li : Tracy
- Kyra Sedgwick (VF : Déborah Perret) : Louise Trenner
- Dylan Baker : Dr. Farr

Source doublage VF : RS Doublage

## Production

### Genèse et développement
Le scénario est l'adaptation du roman Le Rabaissement (The Humbling) de Philip Roth publié en 2009. Al Pacino a voulu mettre une option sur les droits dès qu'il a terminé le livre.

### Attribution des rôles
Barry Levinson retrouve Al Pacino après le téléfilm La Vérité sur Jack diffusé en 2010 à la télévision.

### Tournage
Le tournage a eu lieu à New York. Il n'a duré qu'une vingtaine de jours.

## Accueil

### Box-office
The Humbling n'a connu qu'une sortie limitée aux États-Unis et les résultats au box-office sur ce territoire ne sont connus. En revanche, il a totalisé 121 037 $ de recettes mondiales.
Sur le territoire américain, les recettes des ventes de DVD et Blu-ray atteignent 69 832 $. En France, The Humbling totalise 7 749 entrées en salles.